# Langarche
Langarche (nep. लागर्चे) – gaun wikas samiti w środkowej części Nepalu  w strefie Bagmati w dystrykcie Sindhupalchowk. Według nepalskiego spisu powszechnego z 2001 roku liczył on 536 gospodarstw domowych i 2634 mieszkańców (1324 kobiet i 1310 mężczyzn).